# حكومة عبد الله الثني الأولى
كانت حكومة عبد الله الثني في السلطة من 11 مارس  حتى 29 أغسطس 2014، عندما استقالت حتى يتمكن مجلس النواب المنتخب من تشكيل حكومة جديدة.